# Vasilij Michajlovič Gončarov
Vasilij Michajlovič Gončarov, in russo Василий Михайлович Гончаров? (Voronež, 1861 – Mosca, 23 agosto 1915), è stato un regista e sceneggiatore russo.

## Biografia
Pioniere del cinema russo, fu tra i principali registi e sceneggiatori cinematografici del suo paese in epoca pre-sovietica.

## Filmografia parziale

### Regista
- Vij (1909)
- La morte di Ivan il Terribile (Smert' Ioanna Groznogo [Смерть Иоанна Грозного]; 1909)
- Mazepa (Мазепа) (1909) - regia e sceneggiatura
- Un matrimonio russo nel XVI secolo (Русская свадьба XVI столетия) (1909)
- La maga (Чародейка) (1909)
- Vybor carskoj nevesty (Выбор царской невесты) (1909)
- Van'ka il dispensiere (Ванька-ключник) (1909)
- Drama v Moskve (Драма в Москве) (1909) - regia e sceneggiatura
- Il negoziante temerario (Ухарь-купец) (1909)
- La canzone del negoziante Kalašnikov (1909)
- Žizn' i smert' Puškina (Жизнь и смерть Пушкина) (1910)
- Pietro il Grande (Pëtr Velikij [Пётр Великий] - co-regia con Kai Hansen (1910)
- La sirena (Русалка) (1910)
- V polnoč' na kladbišče (В полночь на кладбище) (1910)
- Korobejniki (1910)
- Eugenij Onegin (Evgenij Onegin [Евгений Онегин]; 1911)
- Una vita per lo Zar (Žizn' za carja [Жизнь за царя ]; 1911) - regia e sceneggiatura
- Oborona Sevastopolja (Оборона Севастополя; 1911) - co-regia e co-sceneggiatura con Aleksandr Chanžonkov
- Sorte di contadino (Krest'janskaja dolja [Крестьянская доля]; 1912)
- 1812 (1912)
- Brat'ja-razbojniki (Братья разбойники) (1912)
- Volga i Sibir' (1914)

### Sceneggiatore
- Sten'ka Razin (Стенька Разин), regia di Vladimir Romaškov (1908)
- Čarodejka (Чародейка), regia di Vasilij Michajlovič Gončarov (1909)
- Brat'ja-razbojniki (Братья разбойники), regia di Vasilij Michajlovič Gončarov (1912)